# Эгольцвиль
Эгольцвиль (нем. Egolzwil) — коммуна в Швейцарии, в кантоне Люцерн. 
Входит в состав округа Виллизау. Население составляет 1275 человек (на 31 декабря 2006 года). Официальный код — 1127.